# 古典雕塑

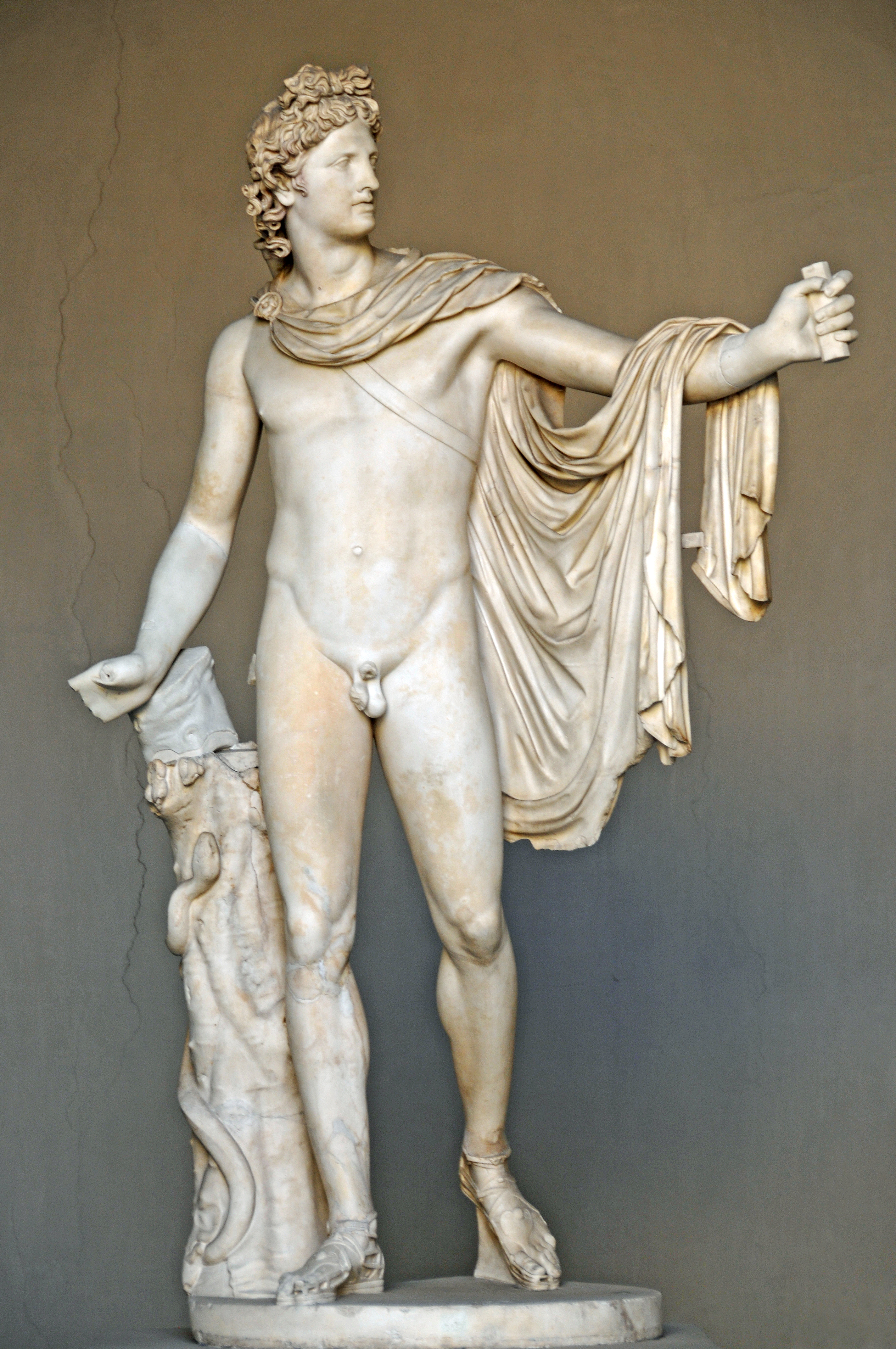
《觀景殿的阿波羅》，莱奥卡雷斯製。公元130-140年的羅馬複製品，源自公元前330-320年的希臘青銅原件。梵蒂岡博物館

古典雕塑有廣義跟狹義之分，廣義的古典雕塑（classical sculpture），經常伴隨小寫字母「c」，指的是來自古希臘和古羅馬以及在其統治或影響下的希臘化和羅馬化文明的雕塑，時間從公元前500年左右到公元200年左右。狹義的古典雕塑（Classical sculpture）則特指古希臘雕塑中從公元前500年左右到公元前323年左右的時期，未包含古風及希臘化風格，通常伴隨大寫字母「C」。 「古典」一詞也被廣泛用於描述後來雕塑的風格傾向，而不僅限於新古典主義或古典主義風格的作品。
古希臘雕塑從早期開始的主要主題就是人物，通常是男性和裸體（或接近裸體）。除了肖像雕塑的頭部外，身體都高度理想化，但卻達到了前所未有的自然主義程度。除了站立的雕像之外，古典雕塑一詞還包括浮雕作品（例如帕德嫩神廟的埃爾金石雕）和較平坦的淺浮雕風格。雕塑作品強調人體形態，而浮雕則用來創造精緻的裝飾場景。
儘管大型雕塑或紀念碑雕塑在中世纪前期和拜占庭藝術之中幾乎中斷，但隨著古羅馬雕塑的出土，在義大利文藝復興時期重新流行，古典雕塑至少直到19世紀仍具有巨大的影響力。

## 古希臘雕塑
可分為幾個時期：

### 古風時期
古風時期最重要的雕塑形式是青年立像（kouros），這是站立的男性裸体雕像（比如克琉比斯和比同）。青年立像站姿筆直，左腿些微向前，雙臂放在身體兩側，反映了埃及的影響。許多古希臘的領地上都發現過青年立像，但在阿提卡和維奧蒂亞的青年立像尤為卓越，而其中大多在阿波羅聖所中發現，僅維奧蒂亞的阿波羅普托翁聖所就發現了一百多件。這些自立式雕塑通常以大理石製作，但也會以石灰石、木材、青銅、象牙和陶土來製作。它們通常是真人尺寸，不過早期有高達3米的巨像實例。
古風希臘的雕塑家似乎在風格上受到埃及人的影響，不過在早期就已發生分歧，尤其是古風希臘的男性形象往往以裸體呈現，但這古埃及藝術的各個時期都很罕見（除非描繪奴隸或敵人）。古風時期所描繪的女性人物與古埃及藝術相同，總是穿著衣服，直到很久之後才出現女性裸體。許多古風時期的標誌性作品會出現被認為是「古風式微笑」的特色，這些人物塑像的嘴唇緊抿並微微上揚，眼神空洞。

在古風時期，後來所重視的自然主義骨骼和肌肉解剖學尚未發展，這可從對膝蓋和其他關鍵關節等細節的觀察中看出。此外，從更古老埃及雕像及早期的青年立像可看出，一些解剖細節似乎是「雕上去」的，但這些被切割的特徵僅保留在表面，而非深入滲透成為身體的一部分，到了晚期的青年立像，其看似有彈性的皮膚則是藉由下方的骨骼和肌肉從內部塑造而來的。隨著古風風格逐漸過渡到所謂的古典風格，展現出了越來越多的技術性知識和技能，可以察覺出明顯的進步。到公元前六世紀末，青年立像的解剖結構已經變得足夠自然，導致其姿勢顯得不自然而須放棄僵硬的對稱正面。

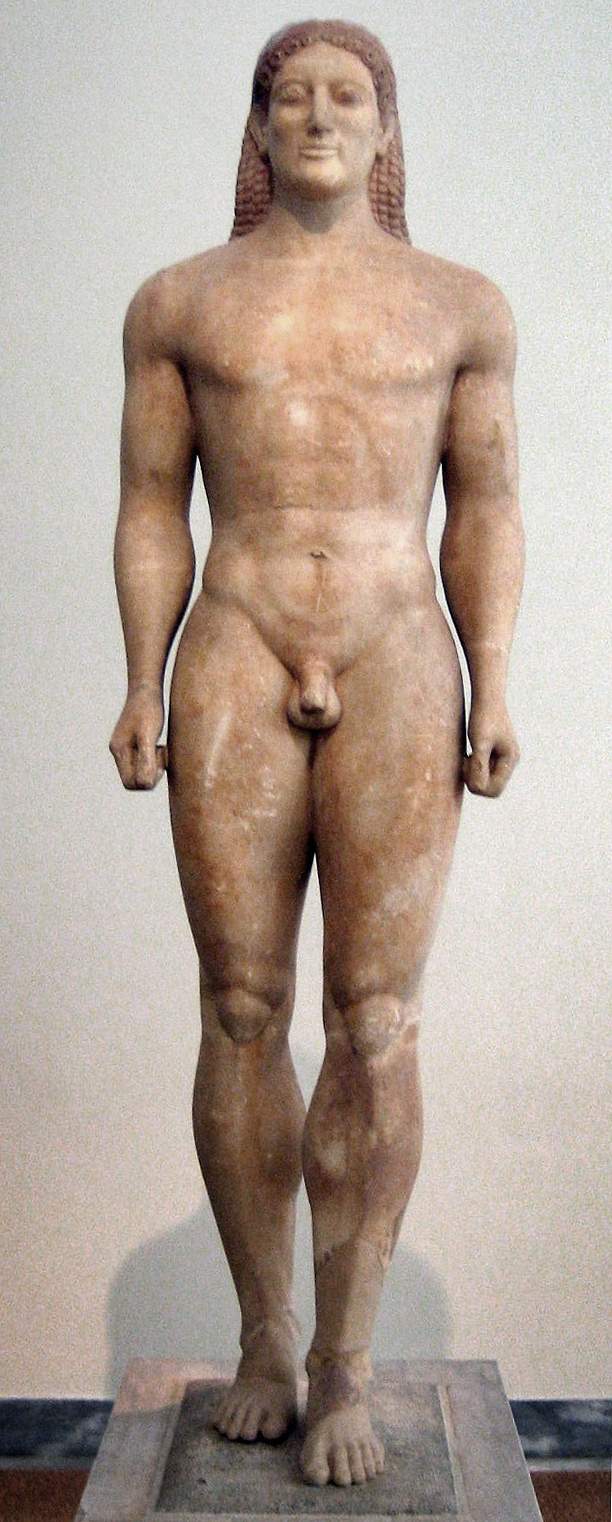
克羅伊索斯青年雕像，佚名藝術家，雅典國家考古博物館，約公元前530年
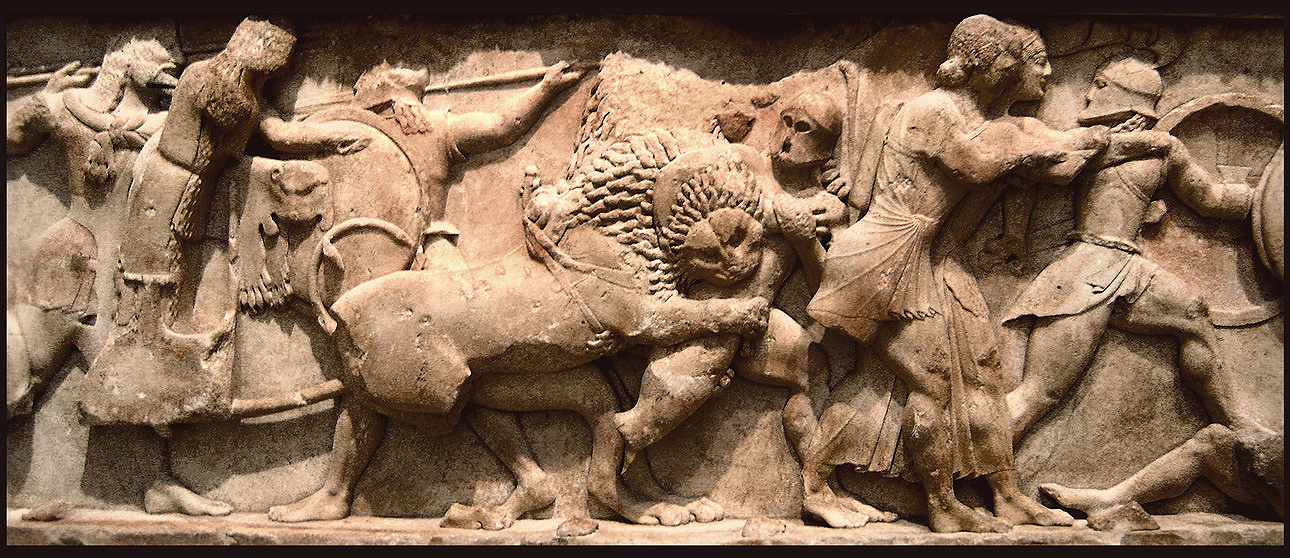
錫夫諾斯寶庫的簷壁飾帶（細節），佚名藝術家，德爾菲考古學博物館，約公元前525年
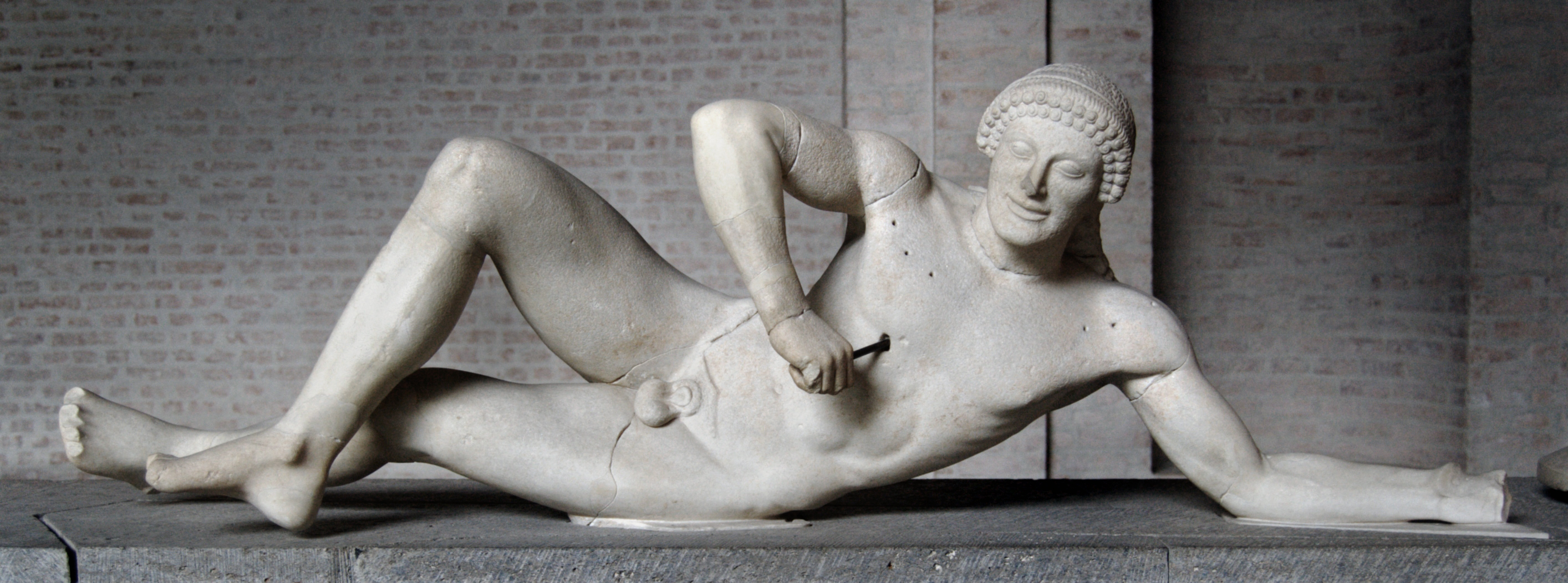
《墮落的特洛伊戰士》，一些人認為這是奧納塔斯或其學派的作品，來自阿法埃婭神廟西三角楣飾的W-VII號人物，慕尼黑古代雕塑展覽館，約 1997 年。公元前 505–500 年
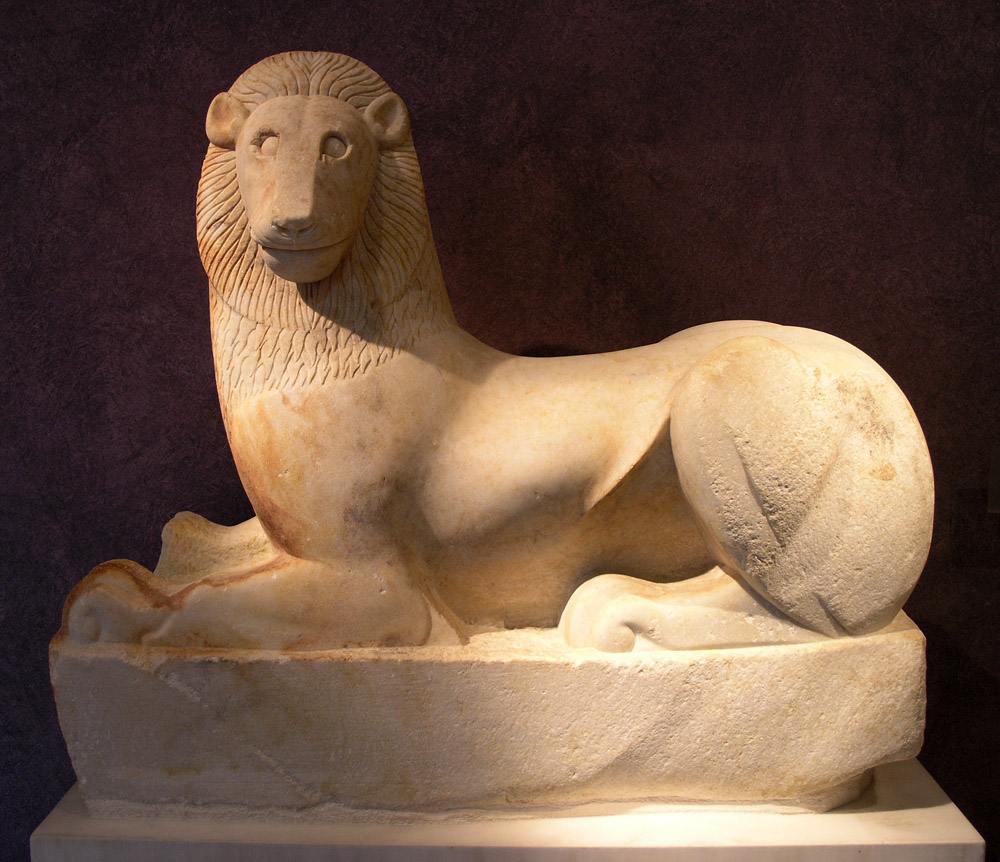
在凱拉米克斯聖門發現的喪葬獅子，佚名藝術家。凱拉米克斯考古博物館（英语：Kerameikos Archaeological Museum），雅典，約公元前590年至580年
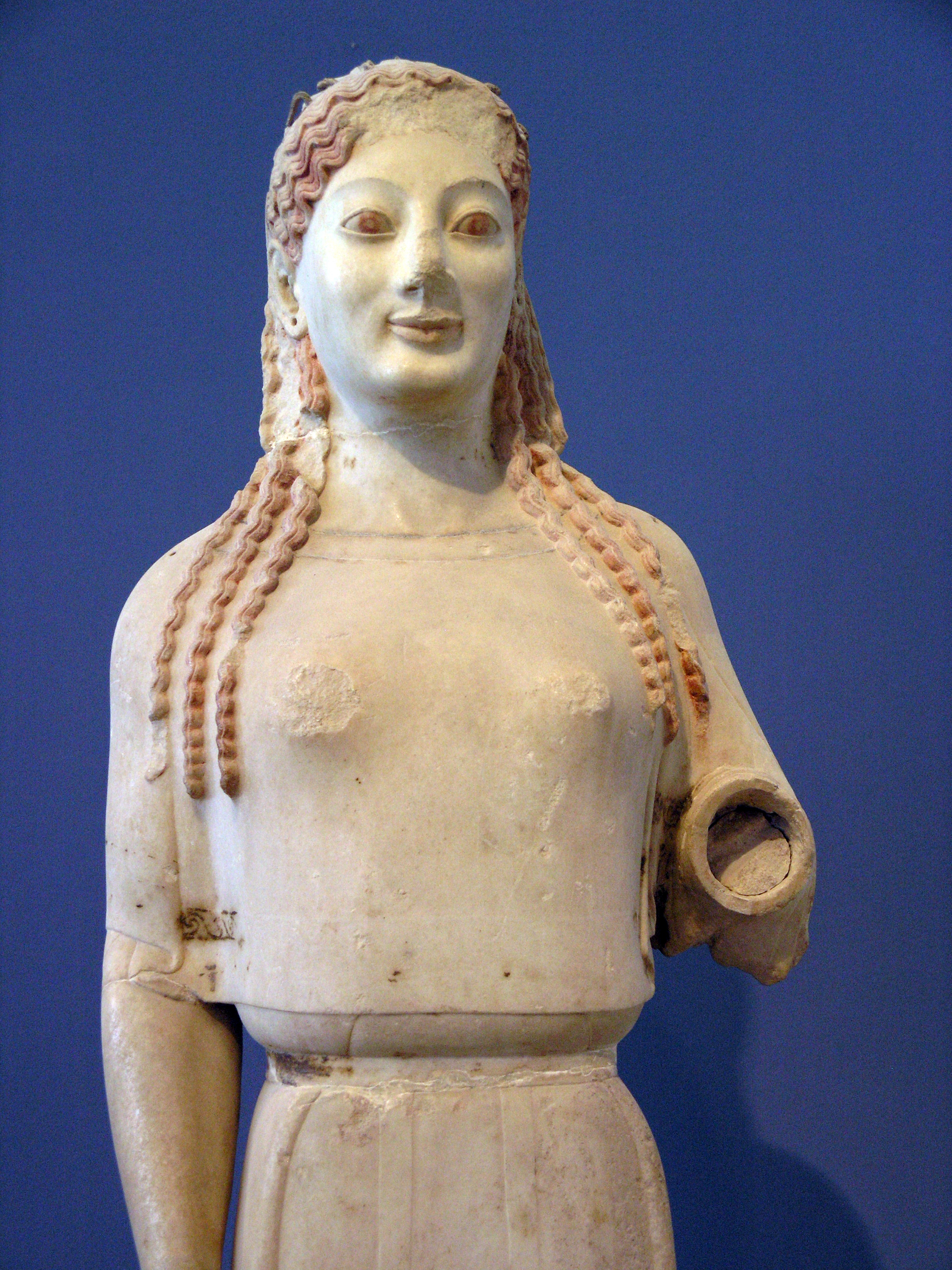
《穿披肩的少女（英语：Peplos Kore）》，約公元前530年

### 古典時期
古典時期雕塑的風格和功能都發生了變化。姿勢變得更加寫實（參見《德爾斐的戰車》，向更自然主義的雕塑過渡的例子），希臘雕塑家用各種姿勢描繪人形的技能大大提高，大約從公元前500年開始描繪真人。《哈爾摩狄奧斯和阿里斯托革頓》雕像是在雅典豎立的，用於慶祝最後一位庇西特拉圖暴君喜帕恰斯被暗殺。據說這件作品是第一件描繪真人的公共紀念碑。
希臘藝術家開始研究人類運動和解剖學，他們發現活人在站立時往往會表現出「重心轉移」或對立式平衡（Contrapposto）。
第一件展示對立式平衡的希臘雕像是著名的《克雷提奧斯的少年》，其歷史可追溯至公元前480年左右。對立式平衡很快成為希臘雕塑技術的一個決定性元素，並集大成於波留克列特斯的《規範》（Canon）之中。《規範》是一部理論著作，討論了人體各部分的理想數學比例，並提出了人體雕塑的動態平衡，即在放鬆和緊繃的身體部位之間以及在各部位的移動方向之間的平衡。波留克列特斯試圖透過在一件名為《規範》的雕像中實踐他的規則，用於證明其計算的精準性。儘管這件雕像本身已消失在歷史長河中，但原理仍在《荷槍者》中得到了體現，其緊縮和放鬆的四肢的交叉平衡就運用了極其動態和複雜的對立式平衡。
希臘神廟是專門建造來容納用於崇拜的大型雕像。他們認為，在據稱是聖潔之地的周圍放置神龕能夠取悅神靈。在古典時期，雕塑家們不僅為神廟創作作品，還為已故的親人創作悼念雕像，這些雕塑往往以死者呈休閒姿勢的方式表現。成功的運動員和富裕家庭會訂製自己的雕像並放置在神廟，以表達對神靈的敬意。公元前5世紀，肖像作品開始流行，出現了以將軍、哲學家和政治領袖為主題的半身像。
希臘作品的高品質引起了義大利人的興趣，並極大地影響了伊特拉斯坎藝術以及後來的羅馬藝術。事實證明，羅馬對希臘藝術的熱愛非常重要，不僅因為傳承了古典希臘風格，還因為大多數留存下來的古典希臘作品主要是以羅馬大理石複製品的形式存在，原件是希臘的青銅作品。由於青銅一直是有價值的金屬，大多數原件很可能在很久以前就被熔解，只有極少數名副其實的倖存作品，而且大多是在沉船中發現的。

然而，希臘人確實雕刻了大理石，並且許多古典希臘大理石得以倖存。著名的帕德嫩神廟的大理石浮雕（亦稱作額爾金大理石浮雕）一直在原地保存到了19世紀初。事實上，許多倖存的古典希臘大理石都來自建築背景。

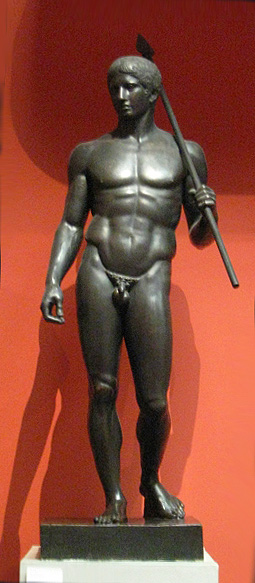
《荷槍者（英语：Doryphoros）》，波留克列特斯製，鑄造品藏於莫斯科普希金造型藝術博物館
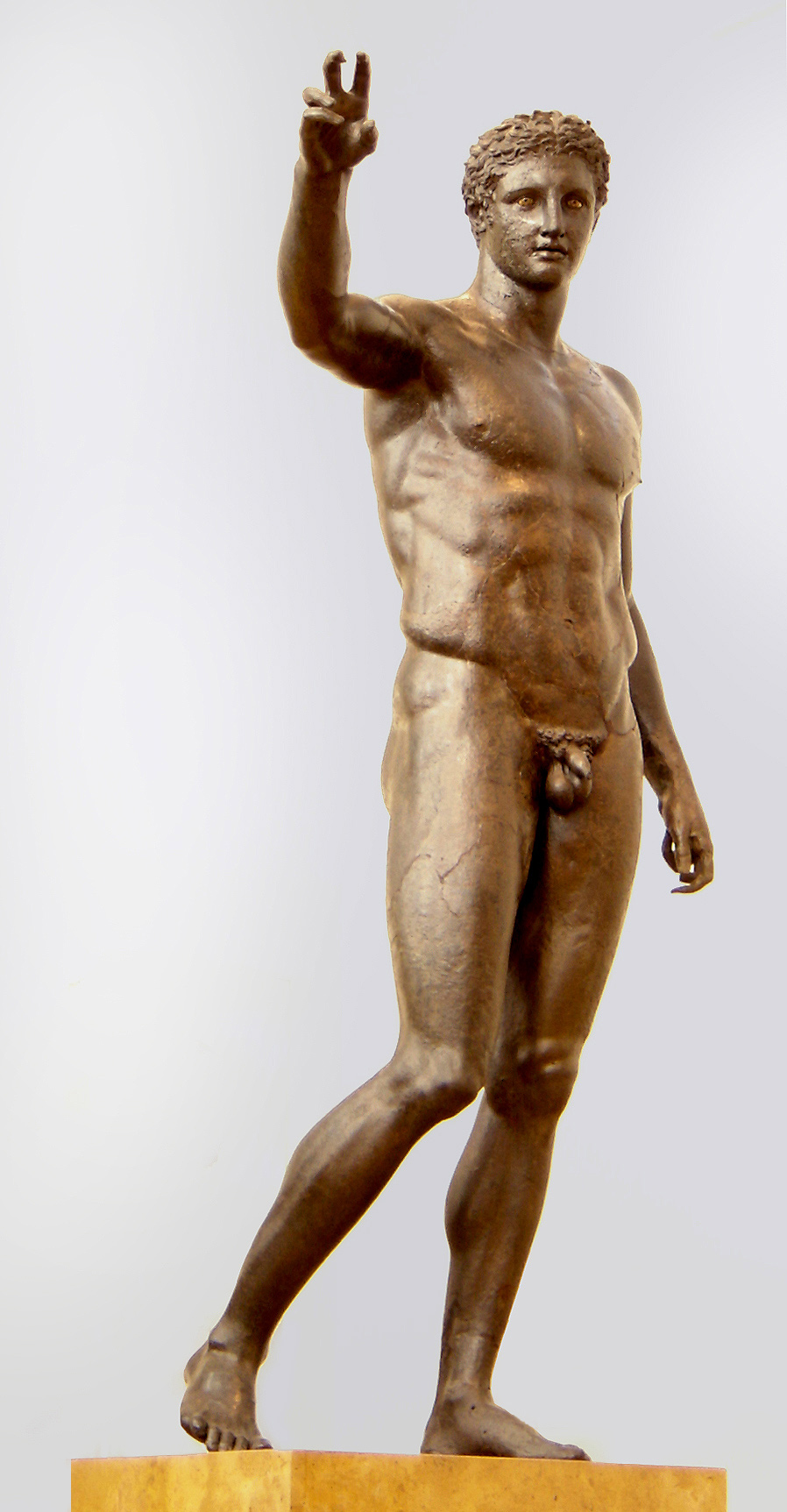
《帕里斯或柏修斯》，被認為是歐弗拉諾爾創作，來自安提基特拉沉船，約公元前340 - 330年。雅典國家考古博物館。
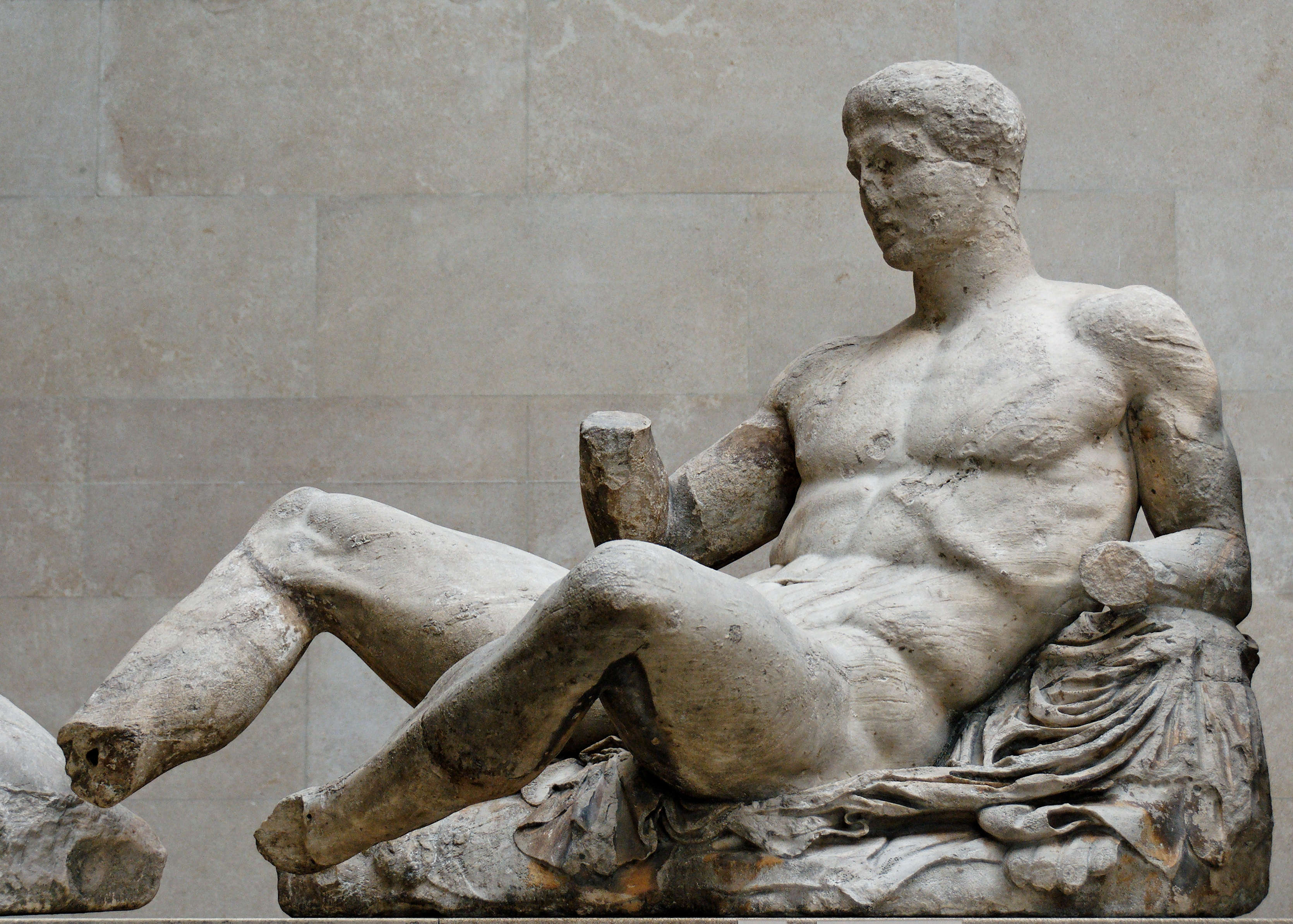
《斜倚的戴歐尼修斯》，菲迪亞斯的工作坊，來自帕德嫩神廟東邊的三角楣飾，約公元前 447–433年。大英博物館
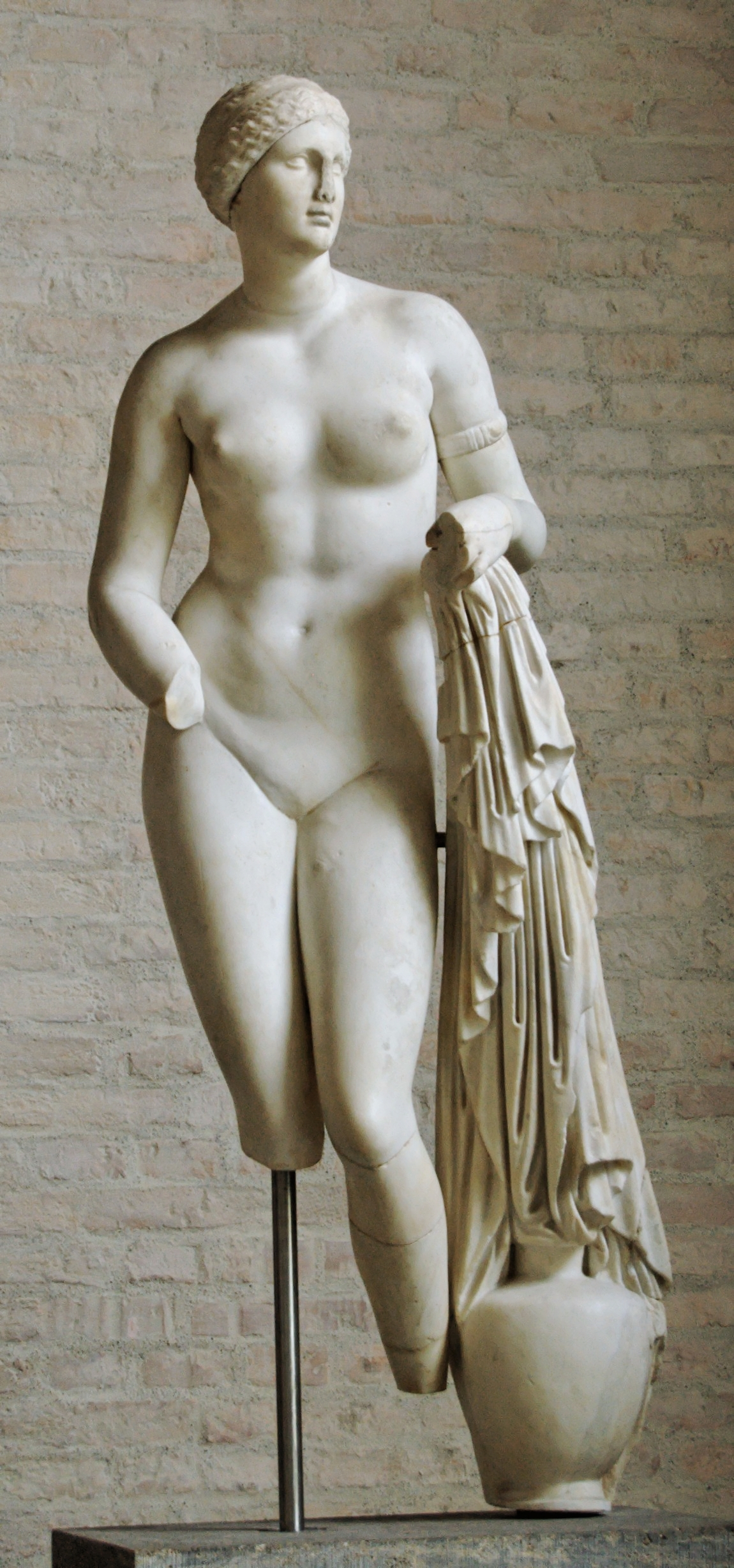
《Aphrodite Braschi》，公元前1世紀的複製品，仿製公元前350-340年普拉克西特列斯創作的祈願雕像《克尼多斯的阿芙蘿黛蒂》。慕尼黑古代雕塑展覽館

### 希臘化時期
公元前4世紀期間，古典時期過渡到了希臘化時期。雕塑變得越來越自然主義，普通人、婦女、兒童、動物和家庭場景成為被認同的主題，這些雕塑是由富裕家庭委製，用來裝飾其房屋和花園。各年齡層的男女紛紛製作出寫實肖像，雕塑家不再覺得有必要將人們描繪成美麗或完美的身體。大多數希臘男性雕塑都是以臀部稍微偏向一側的方式站立。當人類以這種方式站立時，會用到更多的肌肉。

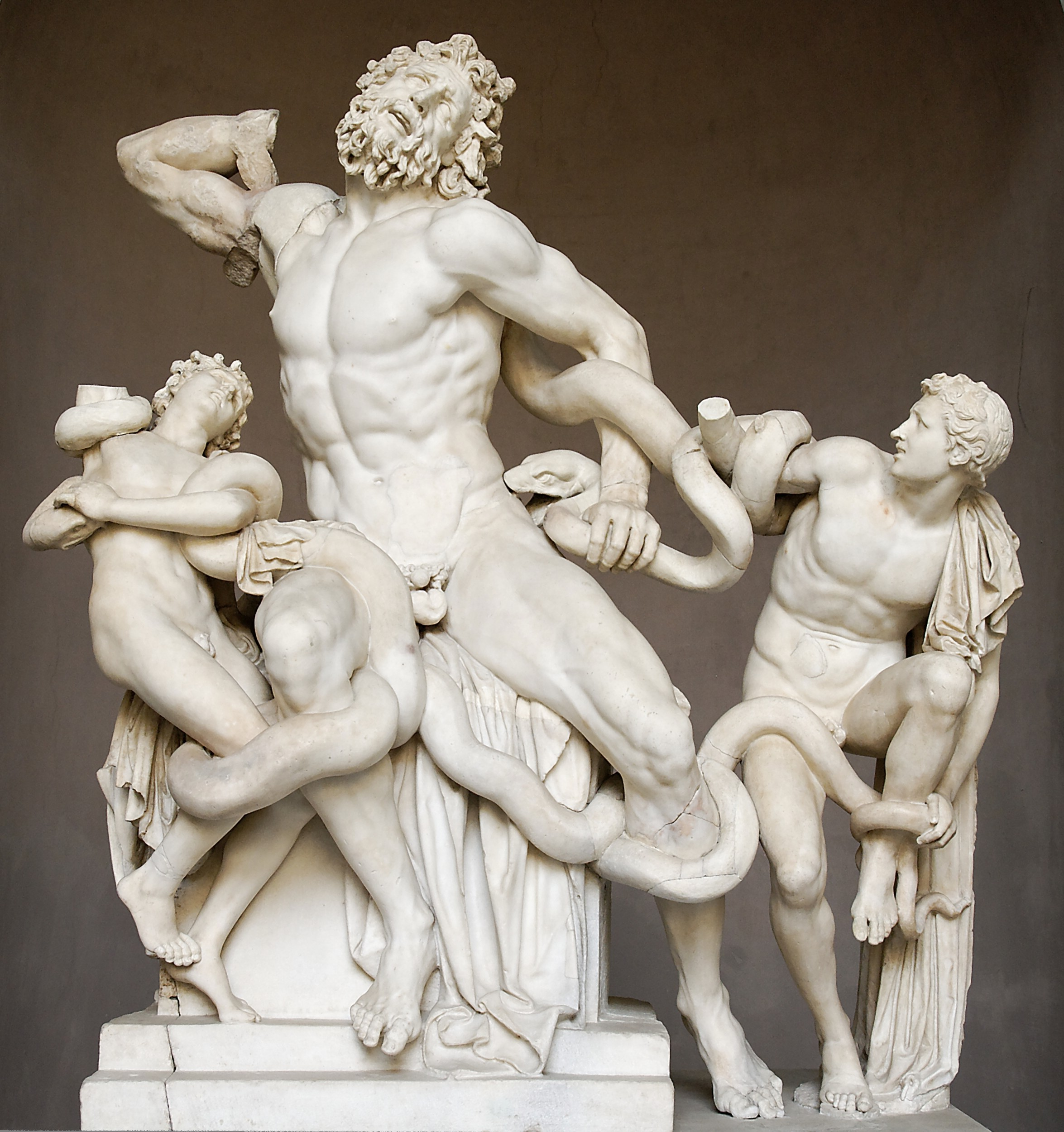
老普林尼認為出自於艾格桑德（英语：Agesander of Rhodes）、阿典諾多羅斯（athanodoros）、波利多羅斯（Polydorus）之手：《拉奧孔與兒子們》。公元前200年仿製希臘化時期的原件。梵蒂岡博物館
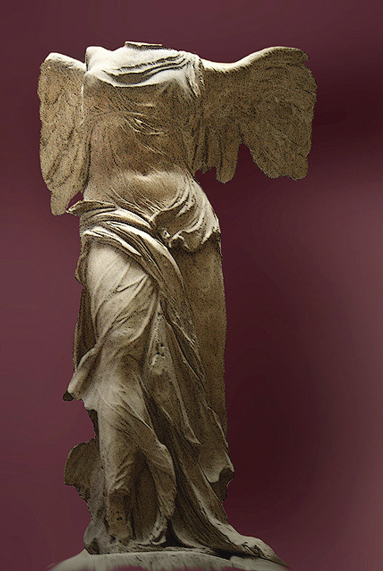
《薩莫色雷斯的勝利女神》，佚名藝術家，約公元前220-190年，羅浮宮
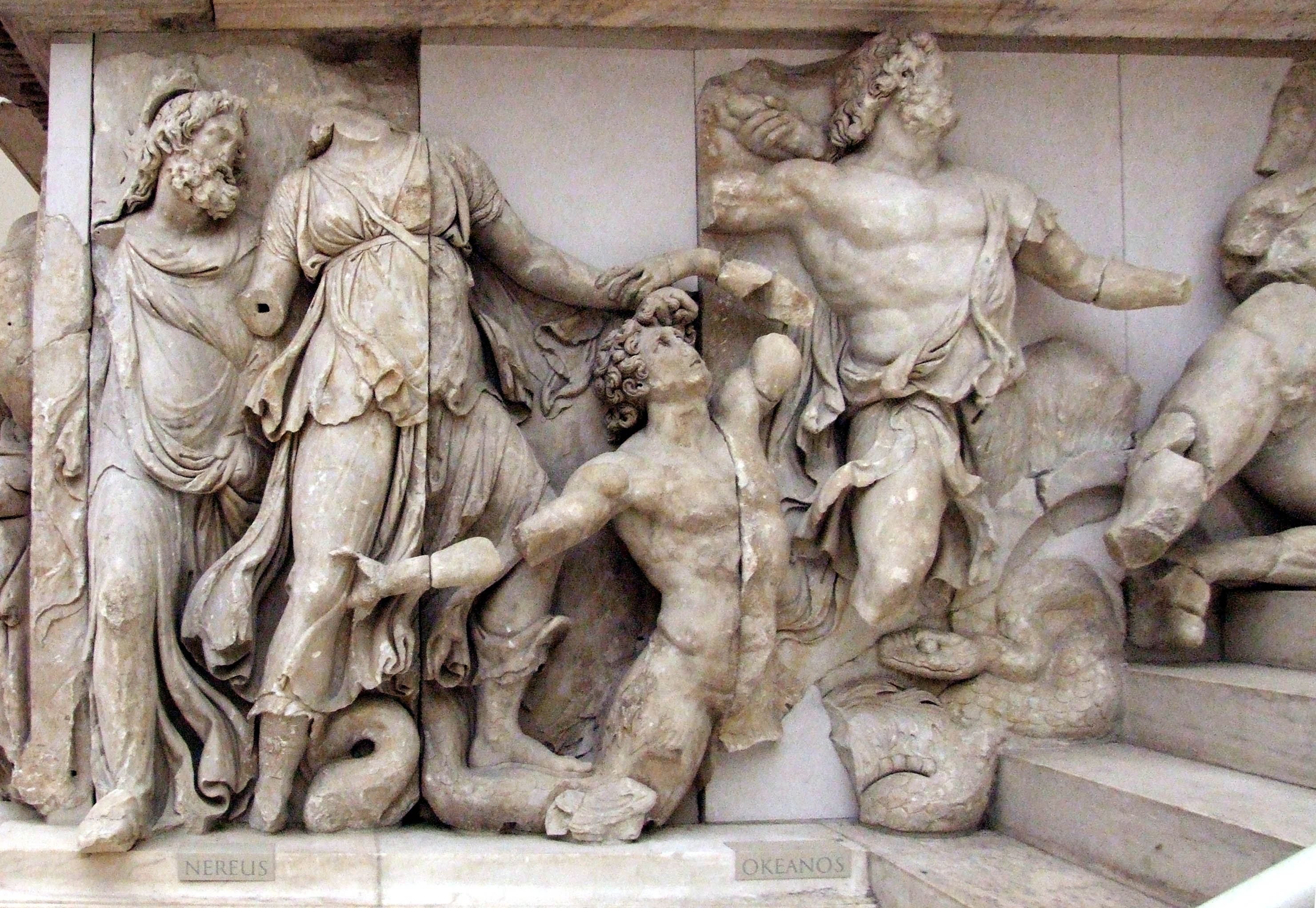
《涅羅斯、多里斯、巨人、歐開諾斯》，佚名藝術家，來自別迦摩祭壇（細節），公元前 2 世紀。柏林佩加蒙博物館
《自殺的高盧人》，佚名藝術家，羅馬複製品，其希臘化原件來自別迦摩的阿塔羅斯一世戰勝高盧人後建造的紀念區，約公元前220年。阿爾騰普斯宮, 羅馬

## 羅馬雕塑

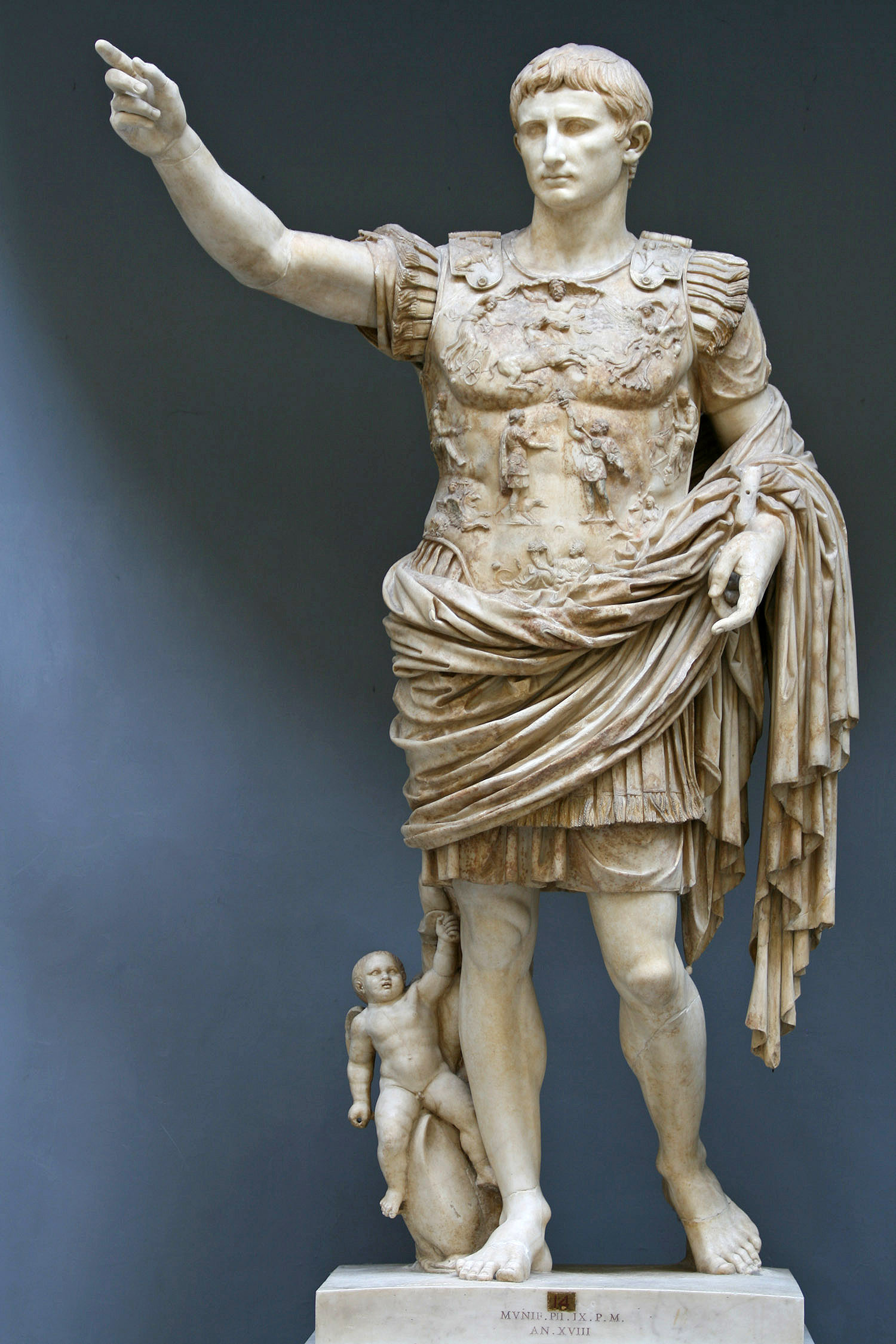
第一门的奥古斯都像，公元一世紀，梵蒂岡博物館

對羅馬雕塑的研究因其與希臘雕塑的關係而複雜化。即便是最著名的希臘雕塑，如观景殿的阿波罗和巴貝里尼農牧神，也只能從羅馬帝國或希臘化時期的「複製品」得知其樣貌。藝術史學者曾一度認為這種模仿表明了羅馬藝術想像力的狹隘，但在20世紀末時開始重新評估羅馬藝術：對希臘雕塑本質的一些印象實際上可能是基於羅馬藝術。
羅馬雕塑的長處在於肖像，他們不像希臘人或古埃及人那樣關注理想，而是創作出非常有個性的作品，以及敘述性的浮雕場景。羅馬雕塑的例子被大量保存下來，這與羅馬繪畫完全不同，後者十分普及，但幾乎全都失傳。拉丁作家與一些希臘作家在其作品中描述了雕像，尤其是老普林尼在其《自然史》第34卷所提到的，其中有一些描述與現存的作品相符。雖然有大量的羅馬雕塑（尤其是石雕）保存了下來，但往往或多或少是受損的或支離破碎的；真人大小的青銅像則更為罕見，因為大多數青銅像的金屬都被回收了。

實際上，大多數雕像在最初創作時更加栩栩如生，色彩鮮豔。今日所發現的原生石質表面是千百年來顏料流失所致。

### 肖像
肖像是羅馬雕塑的主要流派，可能源於羅馬傳統中對家庭和祖先的重視；羅馬精英住宅的入口大廳（中庭）會展示祖先的半身像。在羅馬共和國期間，不掩飾身體缺陷被認為是性格的標誌，並且會特別將男性描繪成粗獷且不關心虛榮的人，而肖像是代表其經歷的圖譜。在帝國時代，更加理想化的羅馬皇帝雕像，尤其是與羅馬國教有關的雕像，變得四處可見。即使是中等富裕的中產階級的墓碑有時也會展示一些不知名死者的肖像浮雕。

## 颜色

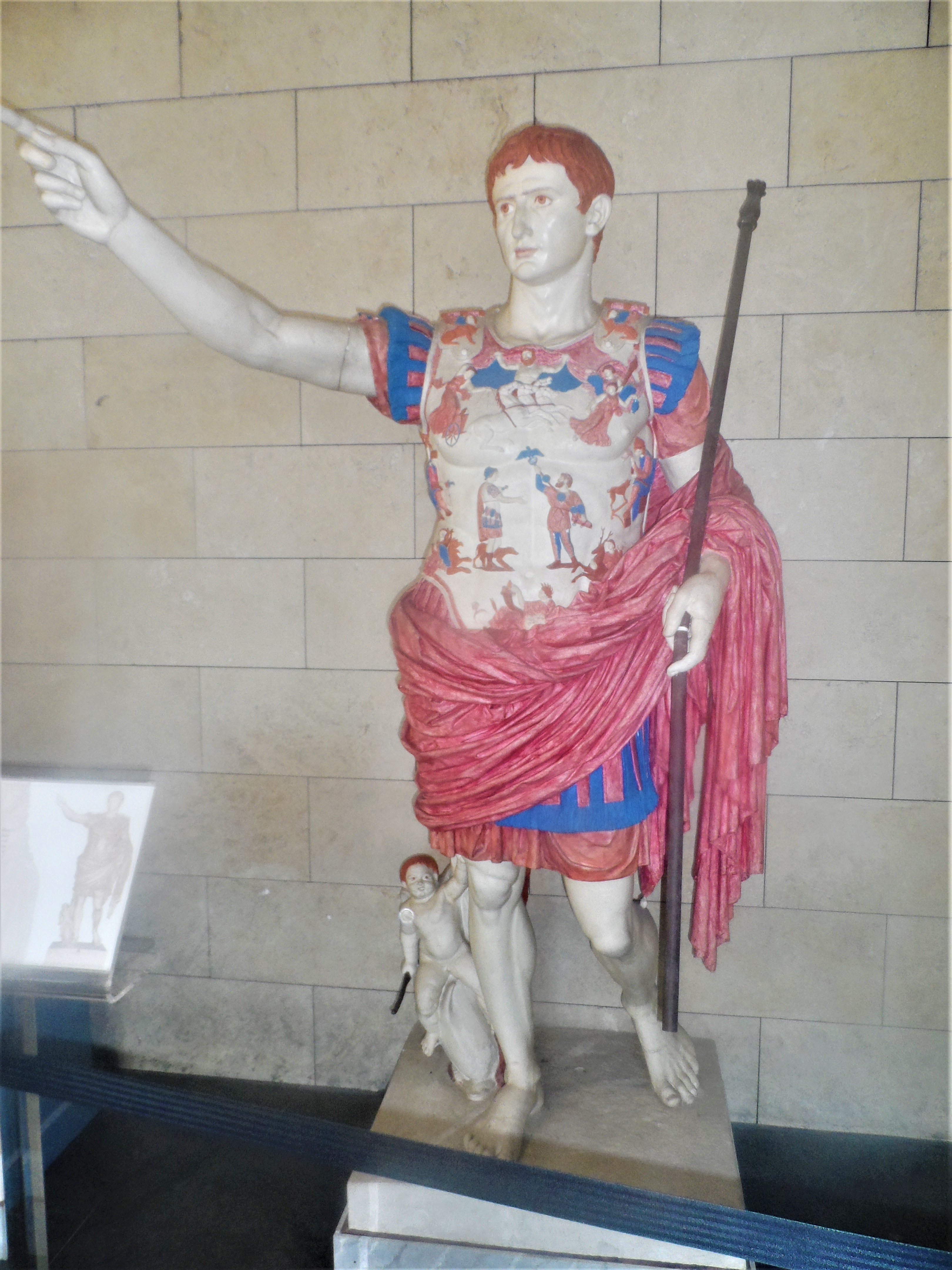
對古典雕像著色方式的現代想像，梵蒂岡博物館

古代雕像和淺浮雕倖存下來後裸露出材料表面，因此人們通常會將古典藝術與白色大理石雕塑相聯繫。但有證據表明許多雕像其實都塗上了鮮豔顏色，然而隨著時間過去，大多數顏色都褪色了，另外清潔過程中也會清除微小的殘留物。不過在某些情況下，仍會留下可供辨識的細微痕跡。2007-2008年期間，在歐洲和美國舉辦了巡迴展覽「色彩之神：古典時期的彩繪雕塑」，展出了20件希臘和羅馬作品的彩色複製品，以及35件雕像和浮雕的原件。諸如顏料是塗一層還是塗兩層，顏料研磨得多細，或者每種情況下到底使用了何種顏料結合劑，以及其他所有會影響成品外觀的因素，這些細節都尚不清楚。

## 影響
希臘羅馬的雕塑對西方藝術產生了深遠的影響，確立了藝術中現實主義的可能性和潛力。由於雕塑的相對持久性，它得以保存並繼續影響不同文化和不同時代的藝術家，從歐洲到亞洲，乃至今天的全世界。
西羅馬帝國滅亡後，古典藝術在歐洲逐漸失寵，但古典藝術於義大利文藝復興早期被重新發現，被證明有著决定性影響。古典復興時期其中一位重要雕塑家是多那太羅，許多其他雕塑家如米開朗基羅也創作了可被認為屬於古典風格的作品。現代古典主義在許多方面與19世紀的古典雕塑形成鲜明對比，後者的特點包括致力於自然主義如安托萬-路易斯·巴耶，致力於戲劇性如弗朗索瓦·吕德，致力於感傷性如让-巴蒂斯特·卡尔波，或致力於一種莊嚴的宏偉如弗雷德里克·雷頓。隨著21世紀到來，古典傳統有幾個不同方向被採納，但對真人模特兒和後文藝復興時期傳統的研究仍是其基礎。

## 外部連結
- 画廊：希腊罗马雕塑中的诸神 （页面存档备份，存于）